# Марціо Мартеллі
Марціо Мартеллі (італ. Marzio Martelli; нар. 14 грудня 1971) — колишній італійський тенісист.
Найвищу одиночну позицію світового рейтингу — 96 місце досяг 8 вересня 1997, парну — 318 місце — 19 травня 1997 року.
Найвищим досягненням на турнірах Великого шолома було 2 коло в одиночному розряді.

## Титули на челленджерах

### Одиночний розряд: (1)
| Ранг | Рік  | Турнір                | Покриття | Суперник у фіналі | Рахунок у фіналі |
| ---- | ---- | --------------------- | -------- | ----------------- | ---------------- |
| 1.   | 2001 | Сан-Бенедетто, Італія | Ґрунт    | Сальвадор Наварро | 6–4, 6–2         |